# Sang froid (album)
Pour les articles homonymes, voir Sang-froid.
 (juin 2020).
 (janvier 2009).
Si vous disposez d'ouvrages ou d'articles de référence ou si vous connaissez des sites web de qualité traitant du thème abordé ici, merci de compléter l'article en donnant les références utiles à sa vérifiabilité et en les liant à la section « Notes et références ».
Albums de Sinik
La Main sur le cœur
(2005) Le Toit du monde
(2007)
Sang froid est le deuxième album de Sinik sorti le 3 avril 2006. 
L'album est certifié disque de platine 6 mois après sa sortie avec plus de 300 000 exemplaires vendus.

## Liste des titres
1. Dans le vif (Produit par Tyran)
2. Autodestruction (Produit par Entreprise)
3. Sarkozik (Produit par Tefa et DJ Maître)
4. Descente aux enfers (Produit par DJ Maître et Tefa)
5. Un monde meilleur feat. Tunisiano (Produit par Yann et Tunisiano)
6. Mon pire ennemi (Produit par Entreprise)
7. Ne dis jamais feat. Vitaa (Produit par Yvan)
8. Précieuse (Produit par DJ Maître et Tefa)
9. Rien n'a changé feat. Kayna Samet (Produit par Street Faboulous)
10. Bonhomme (Produit par Wealstarr)
11. Il faut toujours un drame (Produit par Entreprise)
12. La cité des anges (Produit par DJ Maître et Tefa)
13. Si proche des miens feat. Kool Shen (Produit par DJ Maître et Tefa)
14. Démence (Produit par DJ Maître et Tefa)
15. Zone interdite (Produit par SR Prods) (morceau caché : Règlement de comptes)
16. Mon pire ennemi (Remix) (Produit par Entreprise)
17. Le mot de la fin (Produit par Entreprise)

## Contenu
Le premier morceau, Dans le vif, est enregistré comme « interview-freestyle » avec l'animateur de Skyrock Fred Musa (qui présente Planète Rap). Dans ce morceau, il répond aux questions courantes de journalistes. Il explique notamment qu'il n'aime pas qu'on le compare à Eminem par le seul fait qu'ils soient tous les deux blancs. (« J'en ai marre qu'on me compare parce que je suis blanc, je rappe et j'écris, si j'raisonnais comme toi, tous les Chinois seraient Jet Li ») 
Dans le morceau Autodestruction, Sinik prend le rôle de plusieurs personnages en proie à "péter les plombs" ("Je suis maton, j'enferme les hommes sans regrets, j'prends du plaisir quand j'me rappelle qu'on me tapait à la récré", "Je suis un fou, qui a perdu la boule, puisqu'on m'a traîné dans la boue, je viens dégainer dans la foule", "Je suis ce petit gosse de riches, j'ai peur quand on m'engueule, tous mes camarades m'en veulent, millionnaire mais tellement seul", "Bientôt, je ne serais qu'une statistique du taux de suicide").
Le morceau Sarkozik n'est pas un morceau axé sur Nicolas Sarkozy, mais représente le concept de tout ce que Sarkozy n'aime pas dans ce genre de musique ("Aujourd'hui, c'est plus la même, l'Essonne c'est la West Coast, les trafiquants et les escrocs ont séquestré Julie Lescaut").
Dans le morceau Descente aux enfers, Sinik se met à la place d'un cadre trentenaire qui, du jour au lendemain, se fait plaquer par sa femme et se retrouve SDF, à mourir de froid. Le refrain de ce morceau est autobiographique : "Alors je chante pour oublier que j'ai mal, pour que ça change, pour croire que je m'évade. Alors j'écris pour oublier que c'est triste, je décris pour oublier que je déprime".
Dans les morceaux Mon pire ennemi et Mon pire ennemi (Remix), Sinik explique les relations qu'il entretient avec le cannabis. Il le présente comme son pire ennemi, puisque c'est à la fois ce qui l'aide à surmonter les difficultés, mais également, ce qui le tue progressivement.
Dans Il faut toujours un drame, il raconte "la terreur que vit le monde actuellement". Il prend divers exemples : "Il fallut un tsunami, des reportages en hélicos pour se rendre compte que la Thaïlande était un pays pauvre", "Tous ces violeurs de vies, combien de Marc Dutroux faut-il pour se dire que certains hommes ne méritent pas de vivre ?"

## Polémique
David Hotyat (accusé de la tuerie du Grand-Bornand) décide d'attaquer Sinik en justice à la suite d'une phrase tirée du morceau Il faut toujours un drame, dans lequel Sinik ne respecte pas la présomption d'innocence (« combien de Marc Dutroux faut-il pour se dire que certains hommes ne méritent pas de vivre ? Les tueurs de gosses, les David Hotyat, trois enfants pour un Nokia qui mériterait d'aller au diable ! »). L'avocat de David Hotyat demande que l'album soit retiré des ventes au week-end du 30 avril 2006 ainsi qu'une indemnisation sous forme de dommages-intérêts. À la suite de l'Ordonnance du Tribunal de Grande Instance de Paris rendue le mardi 2 mai 2006, le label Six-O-Nine (Sinik, Karim et Nabil) est condamné à verser 1 500 € de dommages-intérêts à David Hotyah, ainsi qu'à payer les frais de justice s'élevant à 2 000 €. De plus, les textes portant atteinte à la présomption d'innocence de David Hotyat seront censurés par un "bip" sur les exemplaires à venir.

## Clips
- 2006 : Autodestruction
- 2006 : Ne dis jamais
- 2006 : La cité des anges
- 2007 : Zone interdite